# 九州电机短期大学
九州电机短期大学（日语：／ Kyūshū Denki Tanki Daigaku *），简称电短，是过去一所位于日本福冈县北九州市小仓南区的私立短期大学。

## 概要

### 简介
- 学校最早可以追溯到1957年即九州电机学校的创立[1]。短期大学为于1965年开办、由学校法人九州电机学园[注 6]经营。招収男女学生到2005年、停办于2008年[2]。

### 历史
- 1965年 九州电机工业短期大学成立并同时设置电机科。
- 1967年 第二部成立于电机科[注 5]。
- 1994年 电机科改编为电机电子科。信息系统科[注 4]成立。
- 2005年 最后一年招生、次年停止招生（正式停办于2008年2月28日[2]）。

## 学校环境
- 校区：在了福冈县北九州市小仓南区[注 1]

## 历任校长
- 中村全亨：第一代短期大学校长[3]。

## 组织

### 学科
- 技术计划学科[注 2]

### 前学科
| - 电机科 - 第一部 - 第二部 - 信息系统科 |

### 专科
| - 没有 |

### 业余课程
| - 没有 |

### 附属学校
- 附属幼稚園：成立于1967年[4]

## 相关链接
- 日本短期大学列表